# Manoir de la Ranloue
Le manoir de la Ranloue est un manoir situé en France sur la commune de Saint-Barthélemy-d'Anjou, dans le département de Maine-et-Loire en région Pays de la Loire.
Il fait l'objet d'une inscription au titre des monuments historiques depuis le 19 juillet 1977.

## Localisation
Le manoir est situé dans le département français de Maine-et-Loire, sur la commune de Saint-Barthélemy-d'Anjou.
Les informations suivantes proviennent de : Daniel Gruau, La Ranloue, un logis du XVIe siècle devenu médiathèque de Saint-Barthélemy-d'Anjou, Angers, éd. privée, 2012.

## Description

### Architecture
Un procès-verbal de l'architecte Jacques-Alexandre Quincé donne une description extrêmement précise de ce qu'était la Ranloue en 1803.
L'architecture de la Ranloue se caractérise par deux époques principales, les XVIe – XVIIe siècles pour la construction basse, avec ses petites ouvertures, et le XVIIIe siècle pour les grands pavillons ajoutés au sud. L'ensemble de l'édifice (constitué de l'assemblage de trois corps de bâtiments) présente une silhouette très originale.
À partir d'une esquisse faite en 1973, lors des premières études de sauvegarde de l'édifice, on a dissocié ces trois corps de bâtiments et obtenu le résultat suivant :
Au XVIe siècle, construction d'un logis avec " chambres basses et hautes, grenier au-dessus" (fig. 1). On accède aux chambres hautes par un escalier à vis avec marches en schiste. Cet escalier est inclus dans une tour carrée non saillante dont la couverture en pavillon s'élève au-dessus de toitures à fortes pentes.
Puis début XVIIe siècle, construction à l'est, d'un autre bâtiment accolé au premier, avec cuisine, boulangerie, remise et grange - dans laquelle se trouve un pressoir - greniers au-dessus (fig. 2). La couverture adopte (au moins pour une partie) la forme de toit à la Mansart.
Au XVIIIe siècle, construction au sud de deux pavillons jumelés et en partie enclavés dans les deux corps  de bâtiments existants (fig. 3). on accède aux étages par l'un ou l'autre des escaliers du bâti ancien.
Ces trois corps de bâtiments réunis donnent un assemblage des plus surprenants. Si la cohérence entre les différents espaces intérieurs est préservée au prix quelquefois de changement d'affectations des pièces, les chambres basse du premier logis devenant celliers plus tard, la complexité de l'assemblage se remarque surtout dans l'observation des couvertures (fig. 4).
À l'ouest du manoir, une grande longère, la maison du fermier, avec "chambre manable, chambre froide, remise, cellier et toit à porcs".
À l'est, un grand jardin potager entouré de murs. Aux deux angles opposés au logis, deux petits pavillons ouverts, appelés "vide-bouteilles".

### Aménagement intérieur
La restauration effectuée en 1975 a remis en valeur quelques éléments d'aménagement intérieur..
Dans l'ensemble de la maison on trouve encore six magnifiques cheminées en tuffeau, toutes différentes. Certaines d'entre-elles ont remplacé des cheminées aux foyers plus importants. Au XVIIIe siècle, pour être mieux chauffé, on réduit les dimensions des cheminées et l'on en profite pour en rendre l'aspect plus décoratif. Dans la cuisine, près de sa grande cheminée se trouve encore un potager de cuisine. La boulangerie possède une imposante cheminée en brique, entièrement refaite à l'identique de la cheminée d'origine, et un four. À l'étage, ont pu être conservées quelques menuiseries du XVIIe siècle. Les charpentes, laissées apparentes, ont été mises en valeur.

## Historique

### Origine et propriétaires successifs
La Ranloue est l'un des plus anciens édifices de Saint-Barthélemy-d'Anjou. Dans les titres anciens du clergé séculier, est déjà évoquée, en 1497, la closerie de la Ranloue "comme ayant été acquise par Jacques Huaigre et René Raoul de la tierce partie".
Au début du XVIe siècle, un marchand drapier, Pierre Dugrat et son épouse, Marie Medavy, se font construire un logis pour accueillir leur famille ; ils eurent six enfants. C'est leur fils, François Dugrat, qui hérite de la Ranloue ; il en fait déclaration au chapitre de Saint-Laud en 1541. Il est, comme son père, marchand drapier et a épousé, en 1532, Olive Fouquet, fille de Jehan Fouquet sieur de la Beillerie. À la mort de François Dugrat, son épouse, Olive, hérite de la Ranloue qui passe ainsi dans la famille Fouquet.
François I Fouquet, frère d'Olive,avait épousé Perrine Dugrat, sœur de François Dugrat ; ils eurent au moins douze enfants. Leur fils, François II, lui aussi marchand drapier  aux "Trois écureuils", rue Saint-Laud à Angers, épouse Lésine Cupif. Ils eurent au moins onze enfants et c'est l'un d'eux, Isaac, qui hérite de la Ranloue. Isaac Fouquet a été conseiller et aumônier ordinaire du roi, chanoine et trésorier de Saint-Martin de Tours et doyen de Notre-Dame de Folgoët. En 1608, il cède la Ranloue à Martin Fortin.
Dans les registres du censif de Saint-Laud, on évoque d'autres changements de propriétaires : en 1612, c'est Pierre Landevy qui fait "exhibition du contrat du lieu de la Ranloue alias La Castouarde" ; puis l'acquisition faite, le 19 novembre 1708, de Jean Cherouvrier, par Pierre Nicolas, seigneur de la Thibaudière, ancien consul des marchands, donne une description sommaire de la Ranloue à cette époque : on insiste particulièrement sur les 29 quartiers de vigne et les caractéristiques du pressoir. Cela montre l'importance de la valeur marchande du vignoble de Saint-Barthélemy à cette époque.
En 1785, à la veille de la Révolution, la Ranloue, dépendant toujours de la mouvance du chapitre de Saint-Laud, appartient "aux héritiers du sieur Prévost", qui doivent s'acquitter de l'impôt ecclésiastique.
Au début du XIXe siècle, le domaine appartient à René Prévost, médecin à Angers. À son décès, la succession fait l'objet d'un jugement au tribunal de première instance d'Angers, le 1er septembre 1803 ; les héritiers sont en effet nombreux et le patrimoine conséquent : il y a quatre héritiers collatéraux, frères et sœurs du défunt mais aussi quatre enfants naturels prétendent à la succession. Lors du partage, la Ranloue revient aux héritiers collatéraux qui la mettent en vente immédiatement. La vente par adjudication a lieu le 8 ventôse An 12 (1er mars 1804). La dernière enchère est portée par le citoyen Olivier Jean Gaignard, marchand de bois, rue Boisnet à Angers, pour 15 000 francs. Olivier Jean Gaignard décède  moins d'un an après l'acquisition, le 29 pluviôse An13 (17 février 1805) et seulement trois mois après son épouse, Marie Gandais, laissant un fils unique, Olivier Jean II, âgé de 7 ans. Son héritage devait être considérable : le 2 janvier 1819, alors qu'il est étudiant en droit à Paris, il achète "la terre et l'abbaye de Chaloché" à Chaumont-d'Anjou pour la coquette somme de 150 000 francs. Le 21 mai 1821, Olivier Jean Gaignard, devenu avocat à Angers, et que l'on nommait "Maître Gaignard de la Ranloue", épouse Arsène Anne Gazeau, fille de Charles Gazeau, conseiller à la cour royale d'Angers, chevalier de l'ordre royal de la Légion d'honneur. Les époux Gaignard habitent un hôtel particulier, rue des Ursules à Angers. Ils ont trois enfants, Charles Olivier, Amélie Élisabeth et Léon Victor. Olivier Jean Gaygnard décède le 23 mai 1853, à l'âge de 55 ans, laissant à son épouse et à ses enfants un important patrimoine : 168 000 francs de valeurs mobilières et ses immeubles de la rue des Ursules, les domaines de la Ranloue, de Chaloché et de nombreuses pièces de terre à Montreuil-sur-Loire. Ses deux frères étant décédés, c'est Amélie Élisabeth Gaignard qui en hérite. Elle avait épousé, le 11 février 1849, Charles Renault-Lagrange, contrôleur des contributions directes d'Angers.
La Ranloue passe ensuite à la famille de Becdelièvre par l'alliance du marquis Henri Louis  Auguste de Becdelièvre avec Louise Marie Émilie Renault-Lagrange, fille unique de Charles et Amélie Renault-Lagrange.Dans la déclaration de succession de Madame Renault-Lagrange, décédée le 10 août 1901, on apprend que la maison de la Ranloue n'est plus habitée et est valorisée pour seulement 120 francs de revenu, soit 2 400 francs en capital, y compris la maison du fermier et environ cinq hectares de terres. Ainsi, depuis plus d'un siècle, le manoir de la Ranloue a perdu son usage de maison de campagne pour ne devenir sans doute qu'une simple dépendance de la ferme. Contrairement à bien des demeures anciennes, elle a cependant été épargnée par des transformations destructrices ou la démolition.

### Le sauvetage

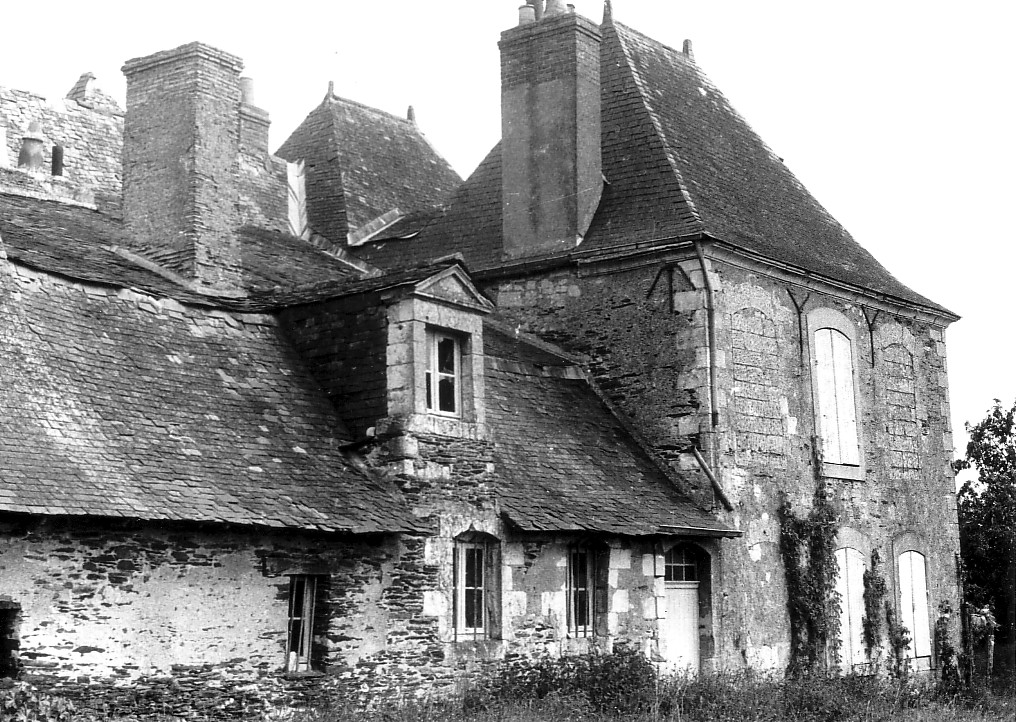
Le manoir de la Ranloue en 1975

Avant même l'achat du manoir, à la demande de la municipalité, les premières études en vue de sa sauvegarde sont confiées au cabinet d'architectes Enguehard et Lamaison. Dès 1975, aussitôt l'achat effectué par la commune, des travaux de mise hors d'eau provisoire sont entrepris pour protéger ce qui pouvait l'être encore. Puis la maison du fermier est immédiatement restaurée ; elle devient la nouvelle bibliothèque.
Par arrêté du 19 juillet 1977, le ministère de la Culture en a reconnu l'authenticité en inscrivant la Ranloue - le manoir et les pavillons ornant le jardin - à l'inventaire supplémentaire des Monuments historiques. Dès son inscription, les travaux sont engagés par tranches, de 1978 à 1981, au fur et à mesure des subventions obtenues, représentant une somme globale de 2 834 236 F.
Le manoir est dans un tel état que certains murs de façade, déversant vers l'extérieur, ne peuvent être ramenés à la verticale qu'en les reconstruisant. Les vieux matériaux - schiste, pierre de tuffeau, bois, carrelage - sont partout réutilisés et ainsi, l'aspect d'origine est intégralement restitué. Les matériaux neufs sont traités à l'ancienne, les enduits neufs et les rejointoiements sont exécutés au mortier de chaux. Les deux pavillons, situés au fond du jardin, sont dans un même état de délabrement et sont rénovés avec le même soin.

### Les jardins
Les Dugrat et les Fouquet possédaient une grande propriété entourée de douves (fossés) et close de murs, comme toute grande demeure du XVIe siècle. La partie sud de la douve existe encore quand les jardins sont redessinés.
En 1991, la création d'un jardin organisé est confié à Jacques Courilleau, paysagiste à Angers. Le jardin, de forme rectangulaire, est divisé en quatre parties :
- dans un premier quart, un parterre de carrés avec ses compartiments bordés de buis ; au centre un bassin entouré de portiques soutenant des rosiers grimpants ; c'est la « roseraie » ;
- à côté, dans la tradition des parcs et jardins de maisons nobles, une charmille formant le « labyrinthe » ;
- les deux autres carrés séparés par des allées, sont mis en pelouses.

Les allées sont bordées de nombreuses variétés d'arbres produisant, au fil des saisons, un changement dans les couleurs dominantes du jardin : arbres fruitiers tels que poiriers, pommiers à fleur, nashi... arbres de haute tige tels que marronniers, albizias, tilleuls... et de nombreuses variétés d'arbustes, plantes vivaces et fleurs annuelles renouvelées à chaque saison. Pour des raisons de sécurité, l'ancienne douve est comblée et engazonnée.

### La médiathèque
En 1999, un nouveau bâtiment est construit, préservant l'intégrité du logis ancien. C'est l'œuvre de François Jeanneau, architecte en chef des Monuments historiques. Le parti architectural retenu est celui du bâtiment-halle : un seul espace couvert par une seule toiture, principe qu l'on retrouve souvent dans la conception des bâtiments utilitaires (granges) de la région. Construit en murs de schiste avec une charpente bois imposante, couverte en ardoises, ce nouveau bâtiment, n'ayant aucune emprise sur le logis ancien, est relié à ce dernier, sur deux niveaux, par une simple coursive vitrée.

## Galerie

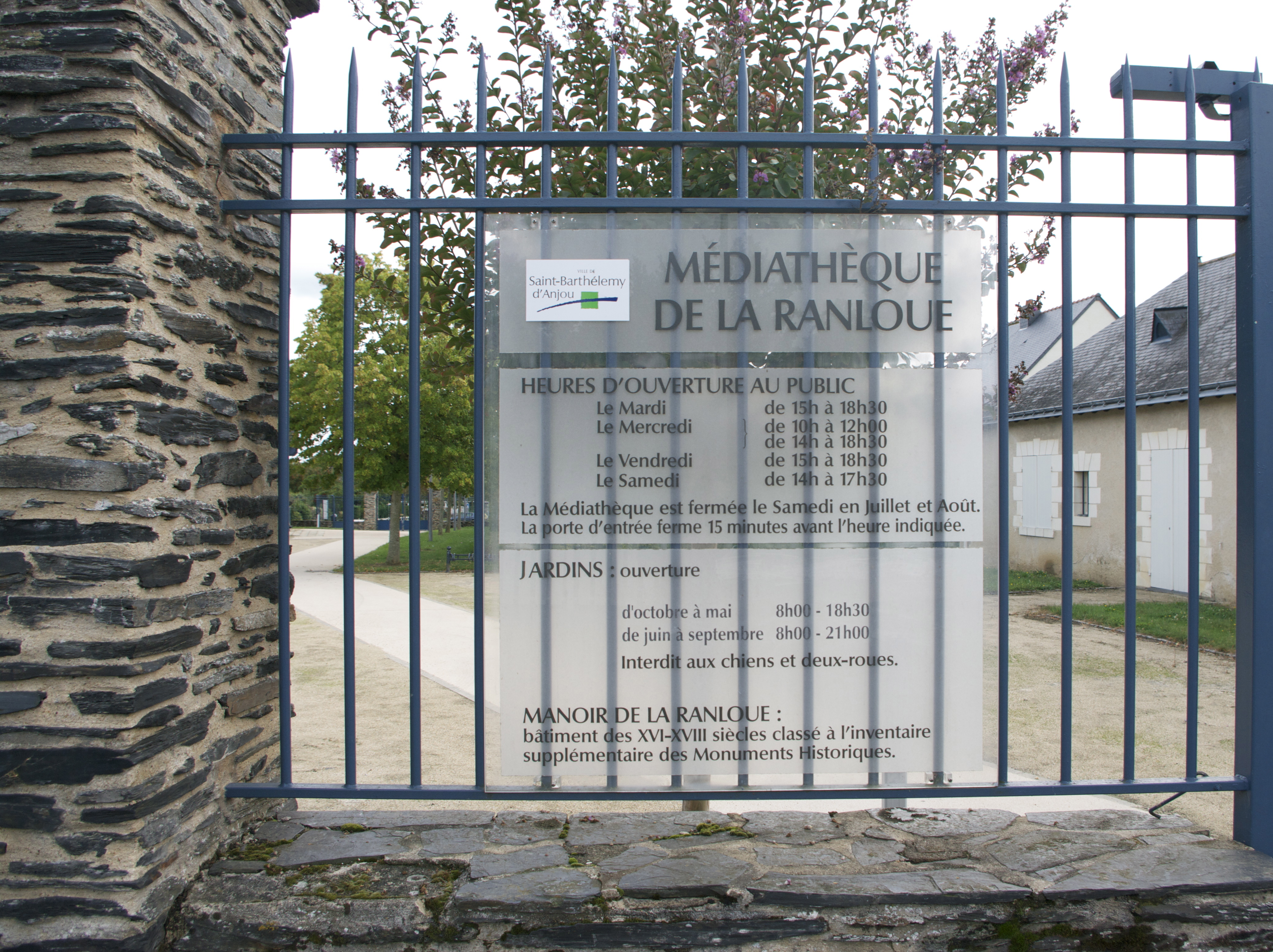
Entrée du manoir
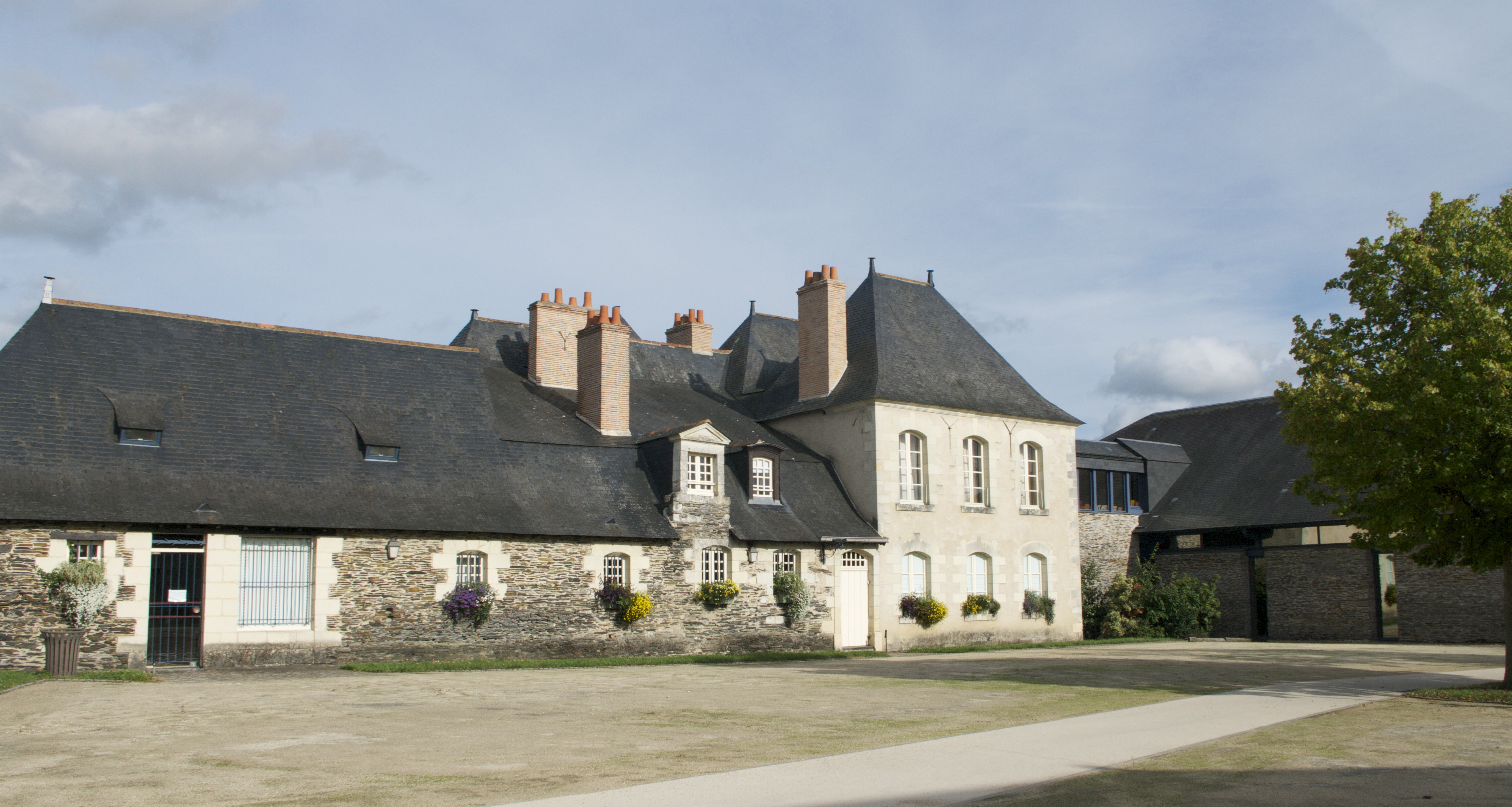
Façade du manoir côté cours
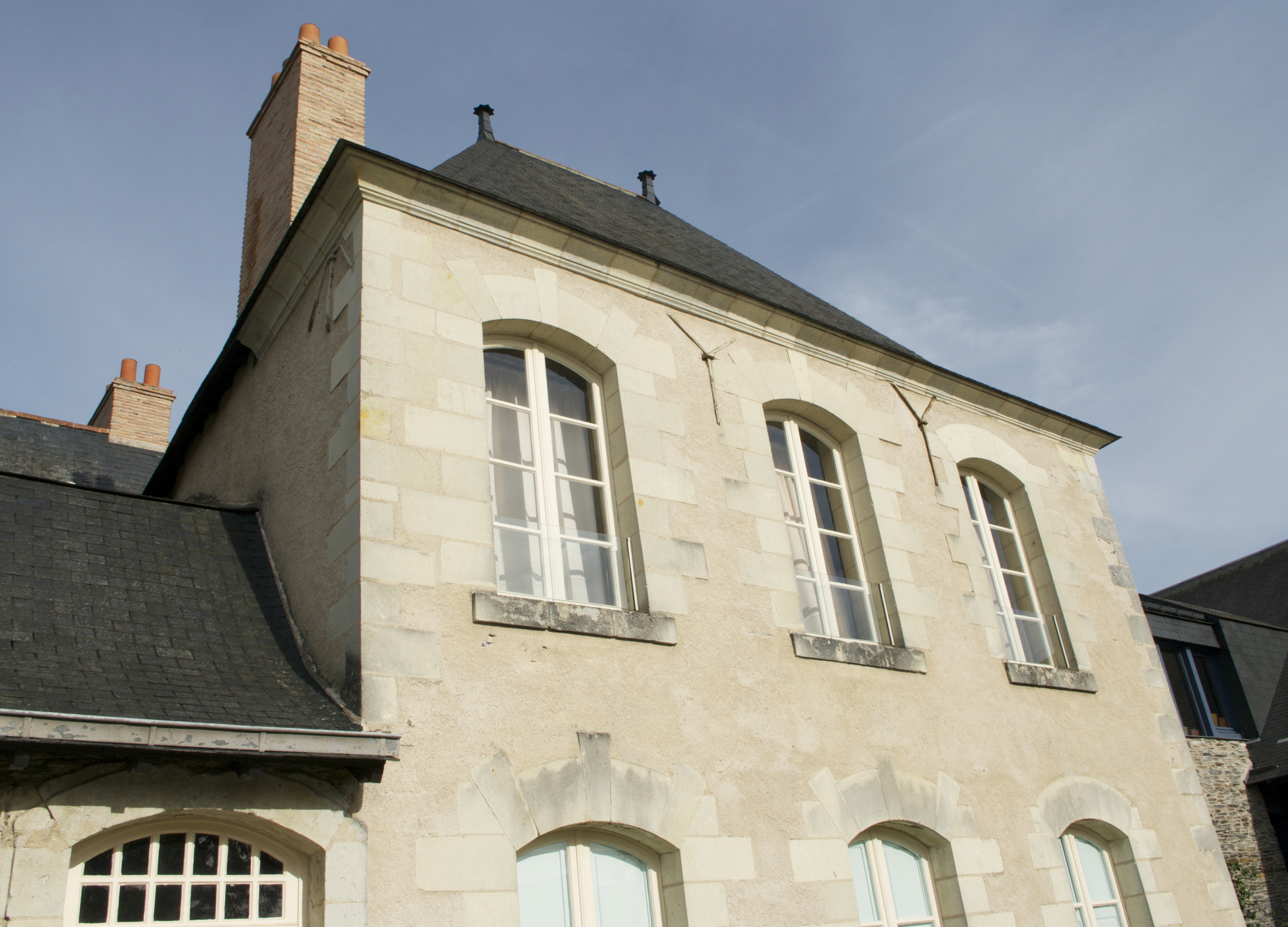
Détail de la façade du manoir côté cours
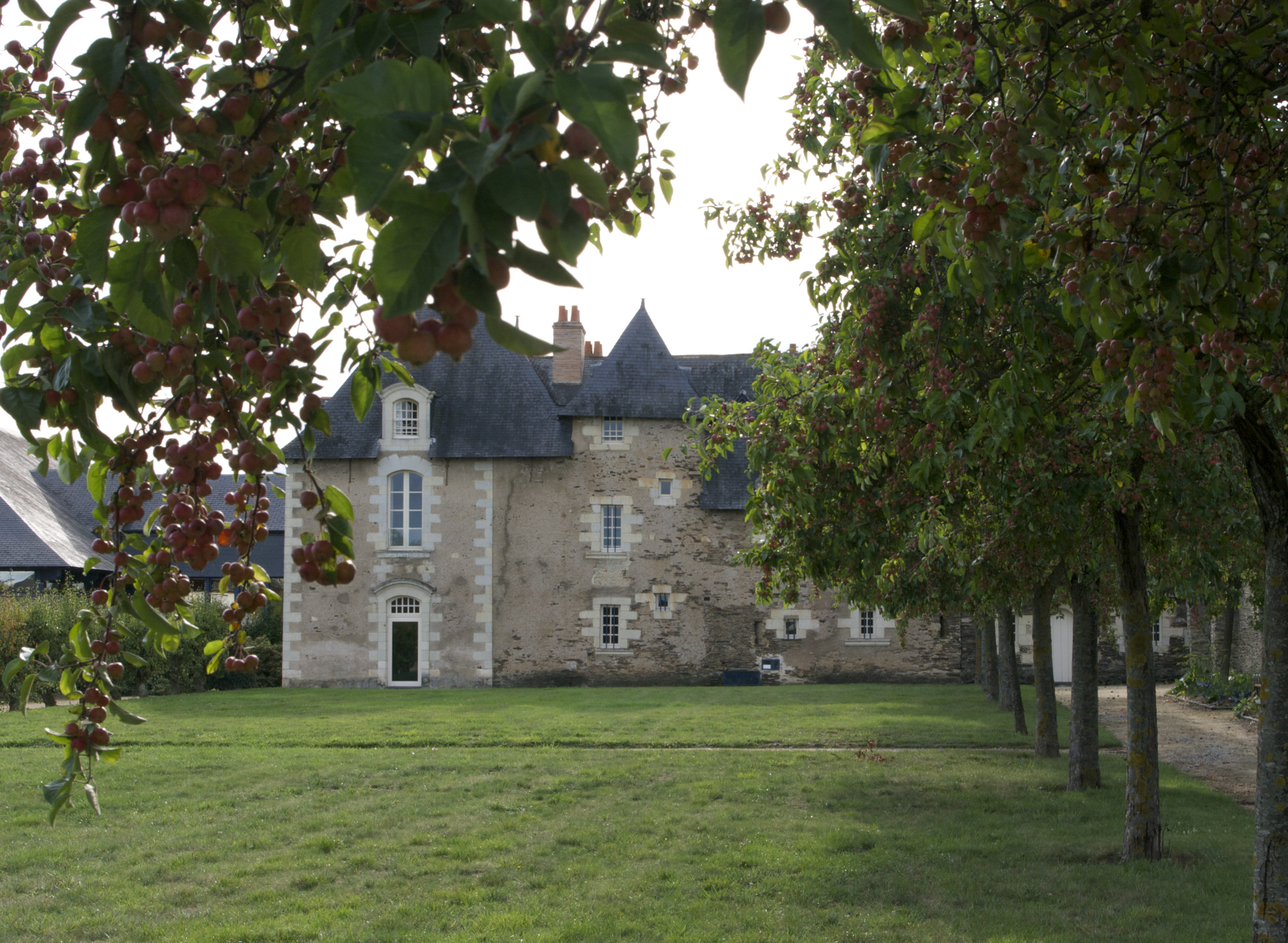
Façade du manoir côté jardin
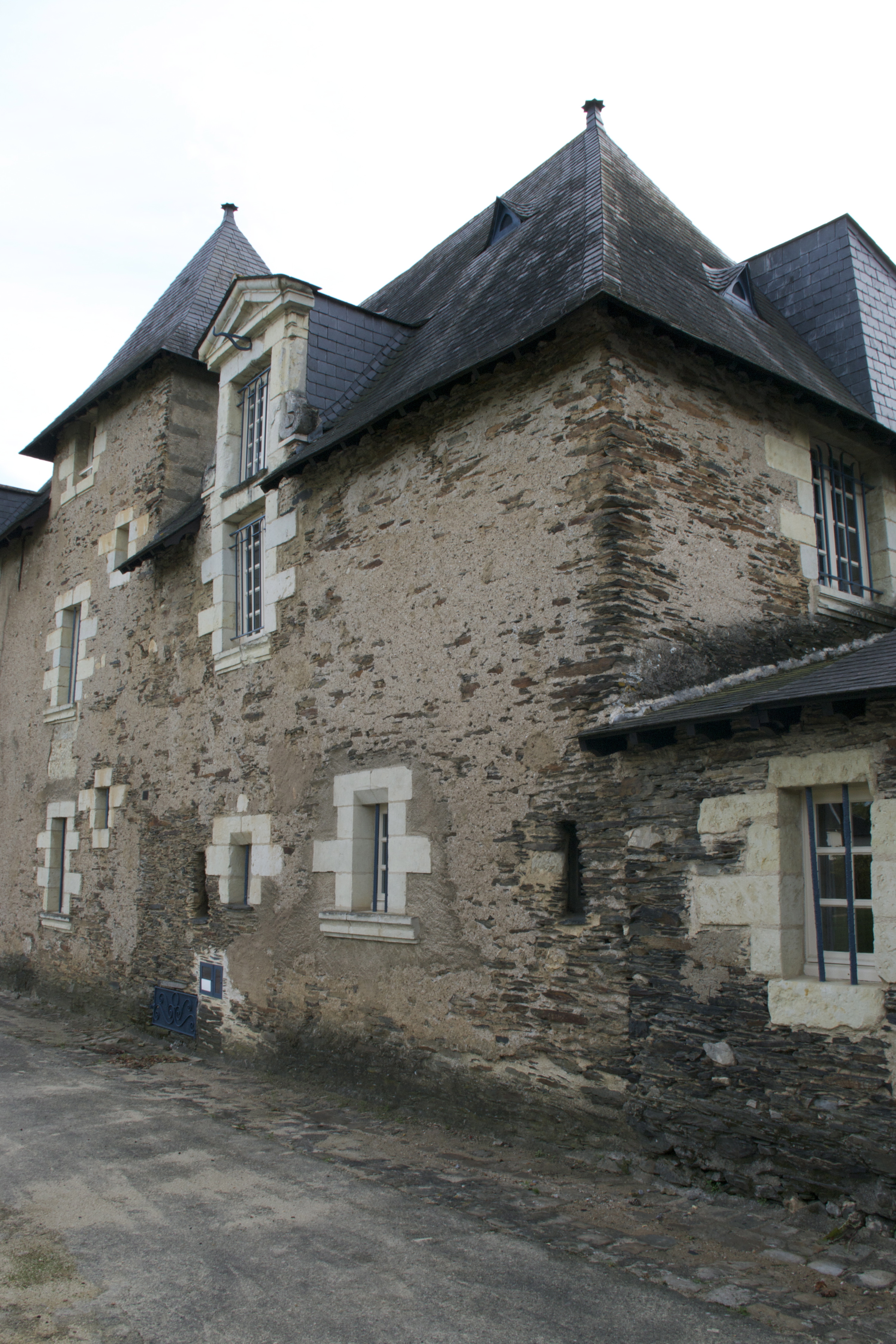
Détail de la façade du manoir côté jardin
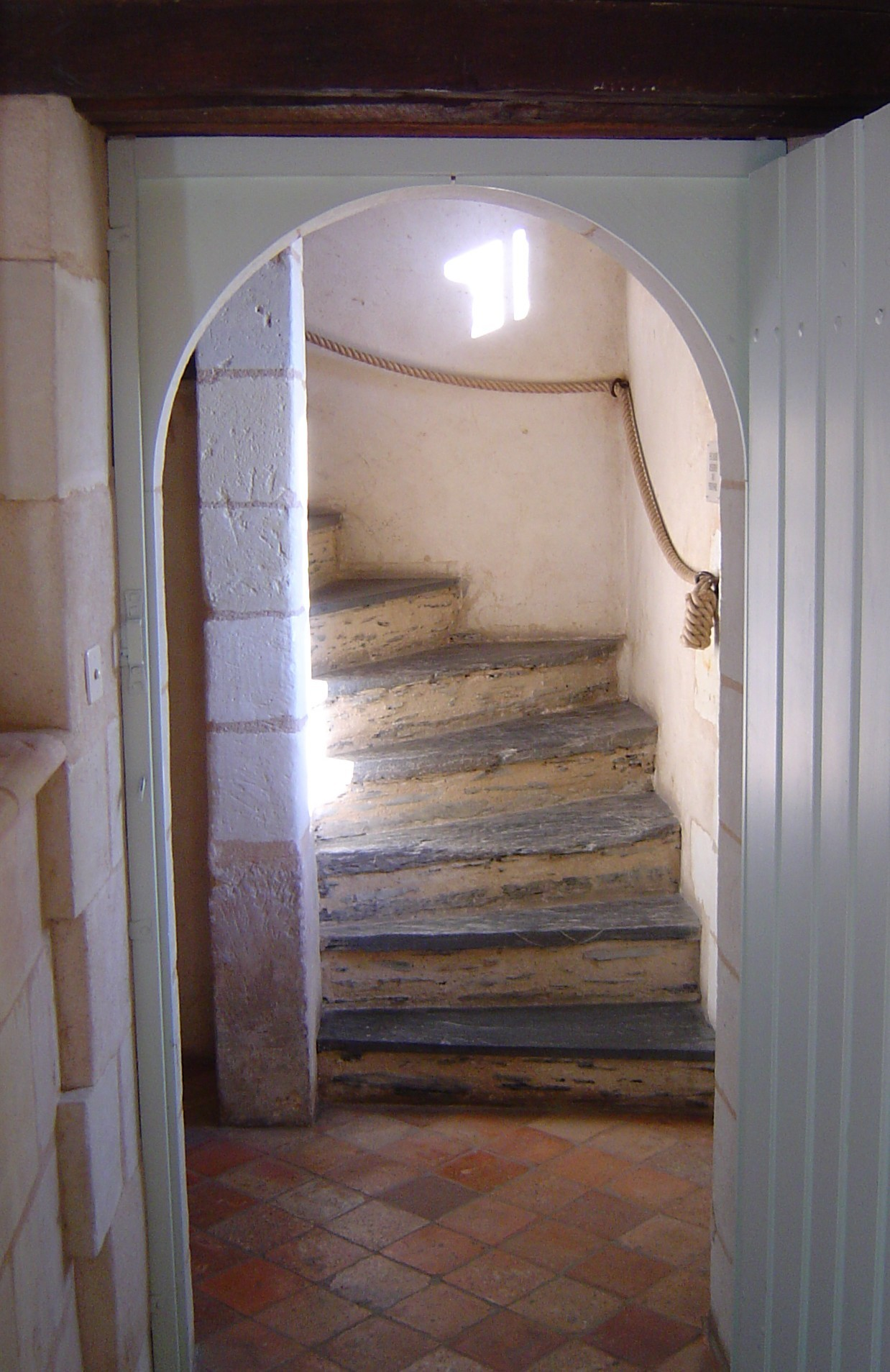
Escalier à vis
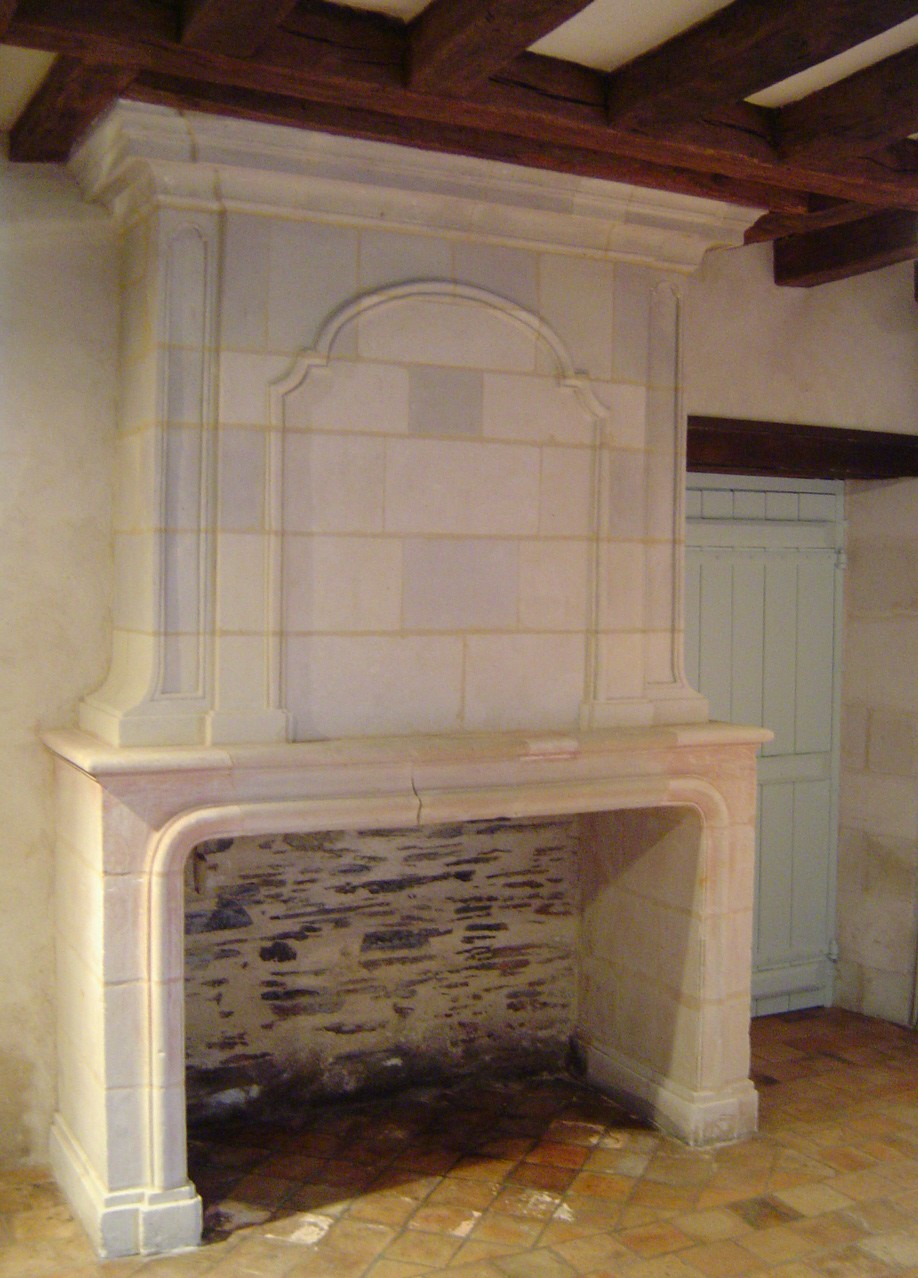
Cheminée
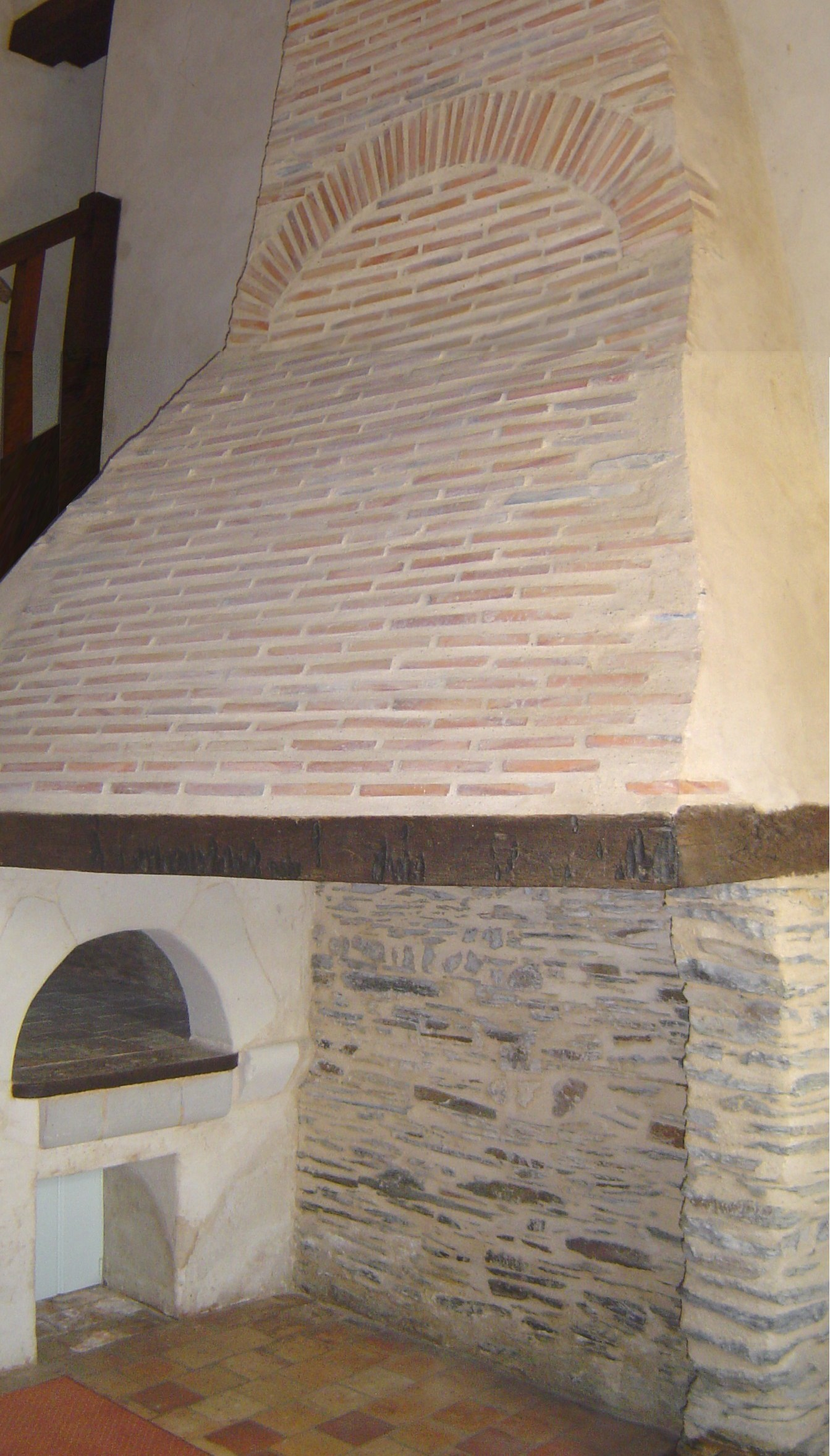
Boulangerie, cheminée et four
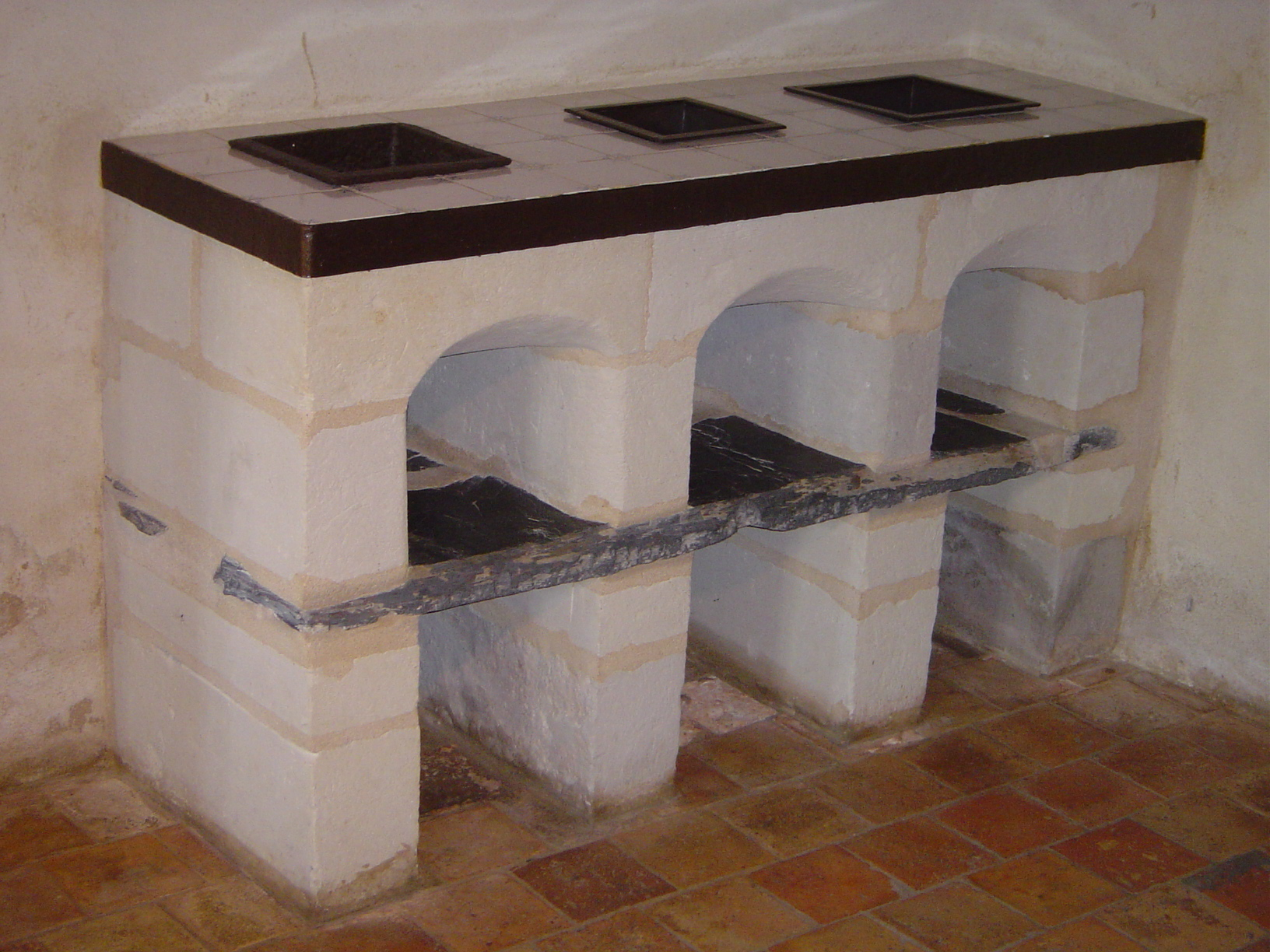
Potager
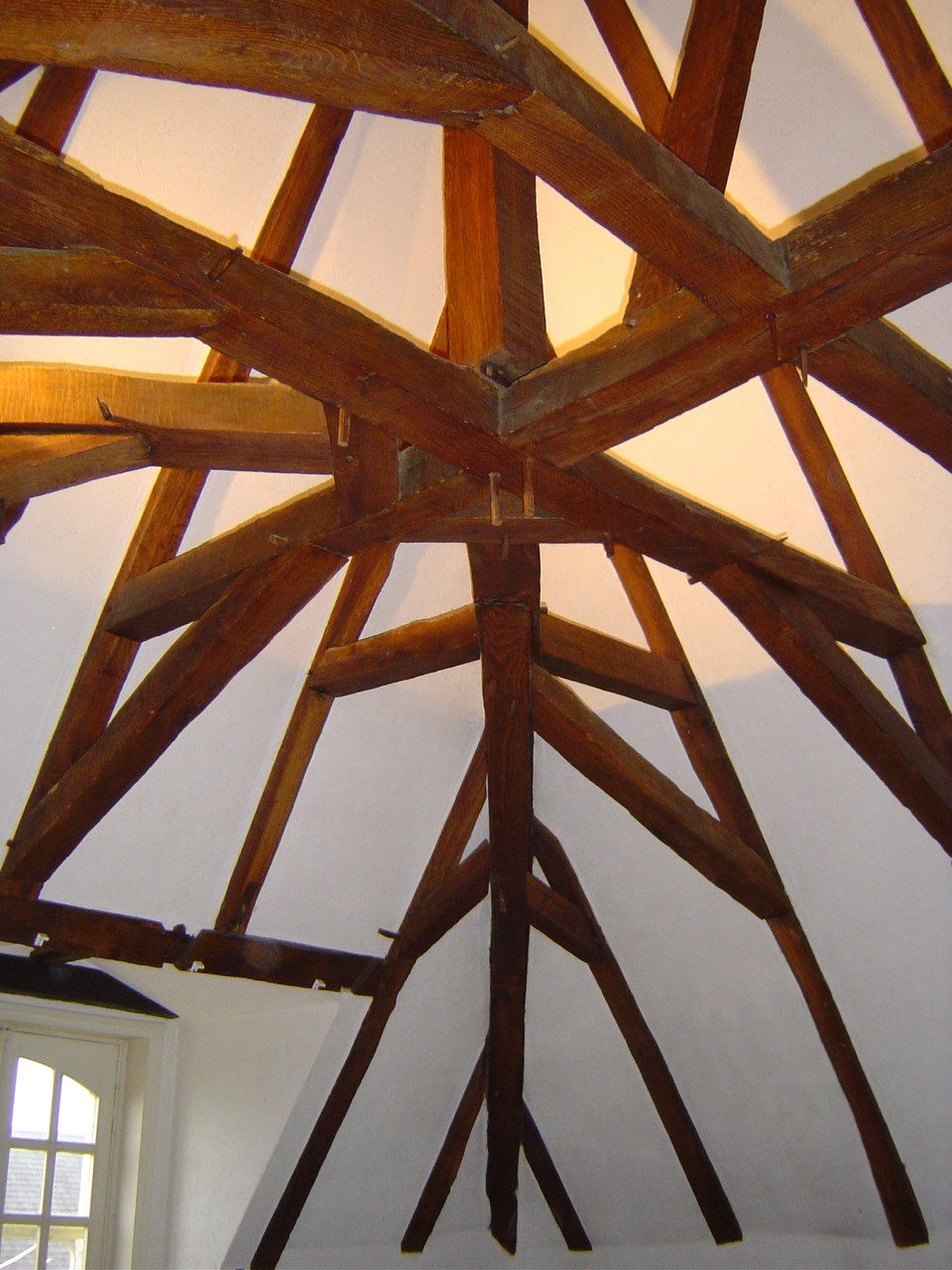
Charpente
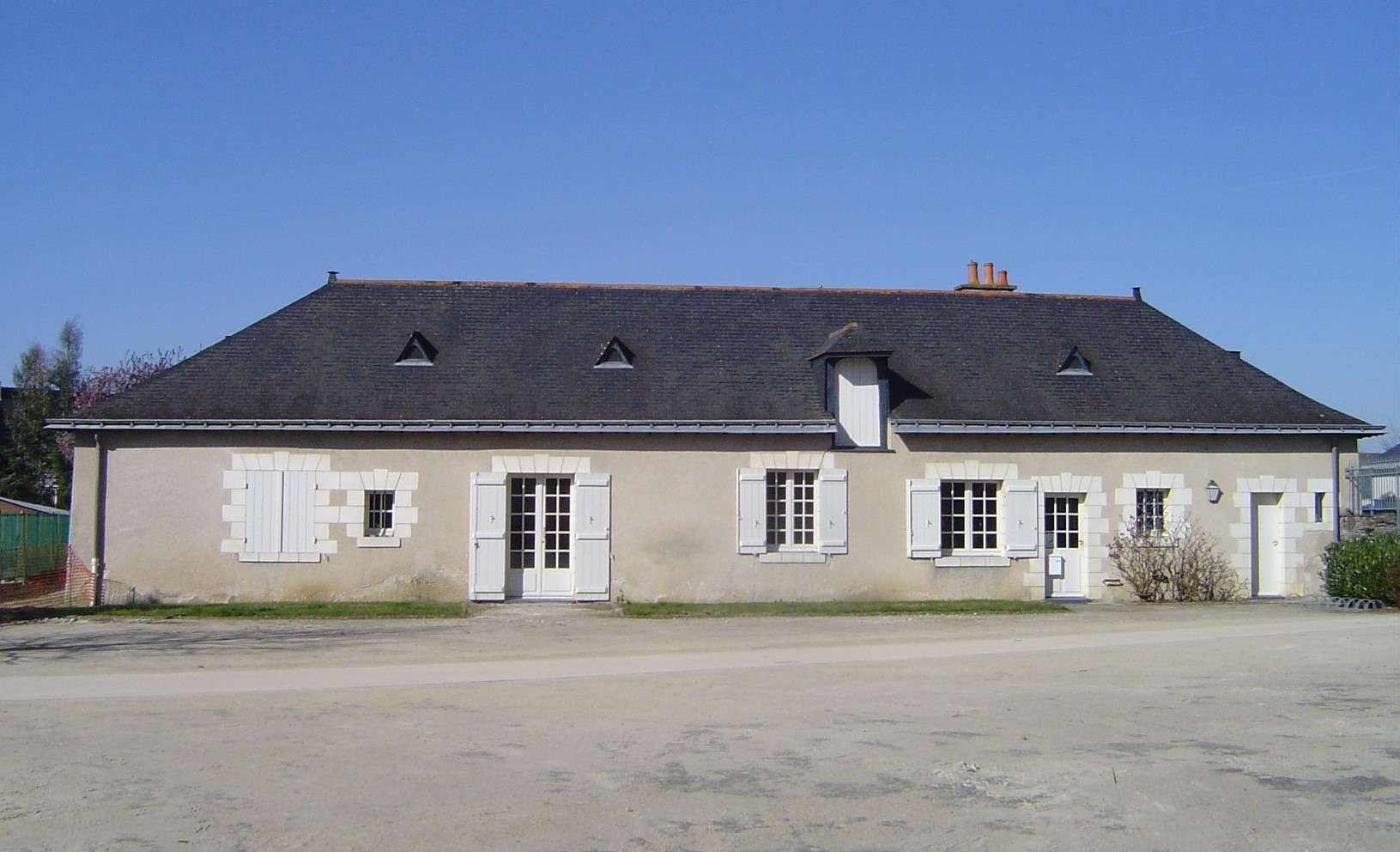
Maison du fermier
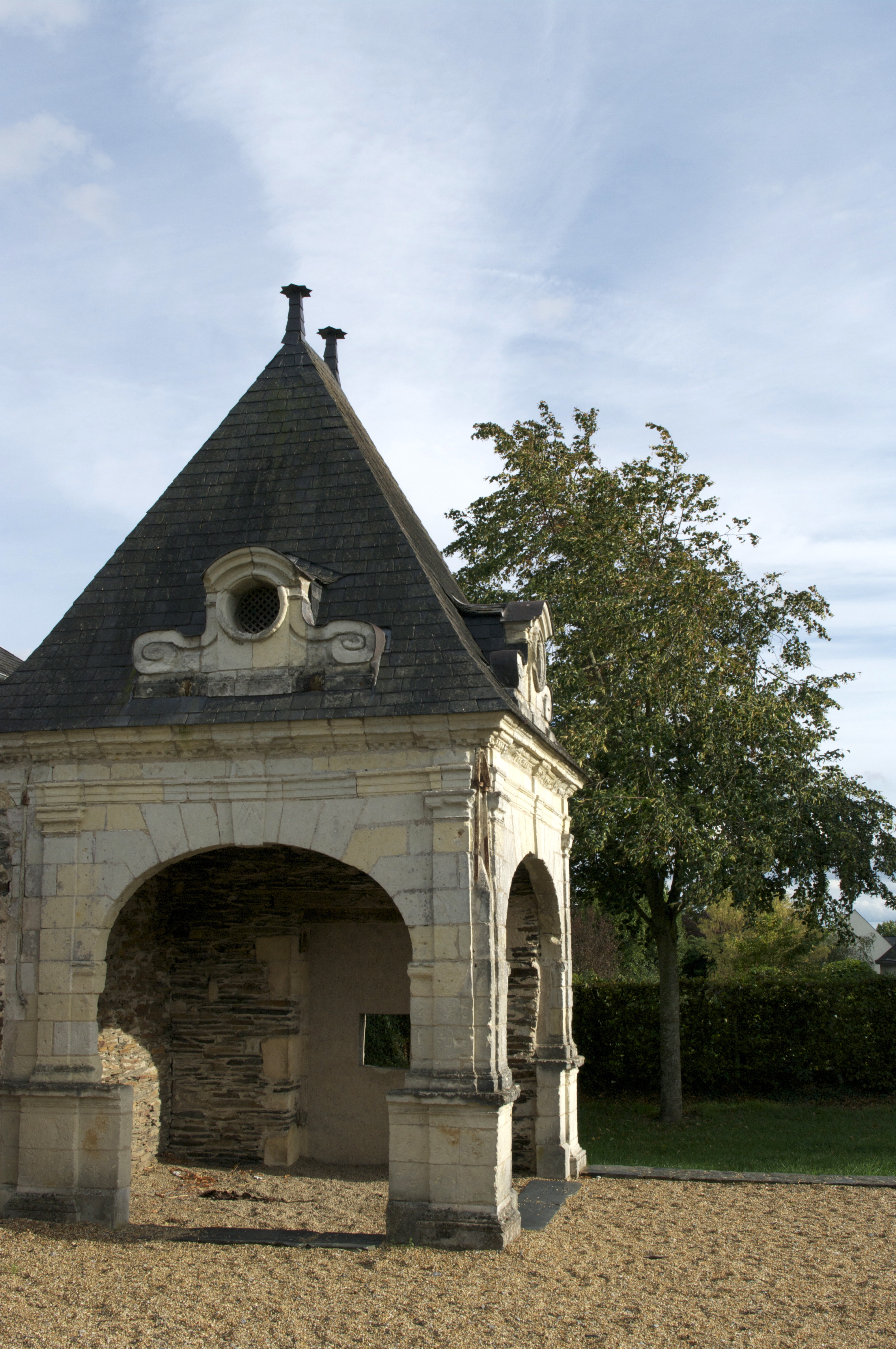
Pavillon du jardin
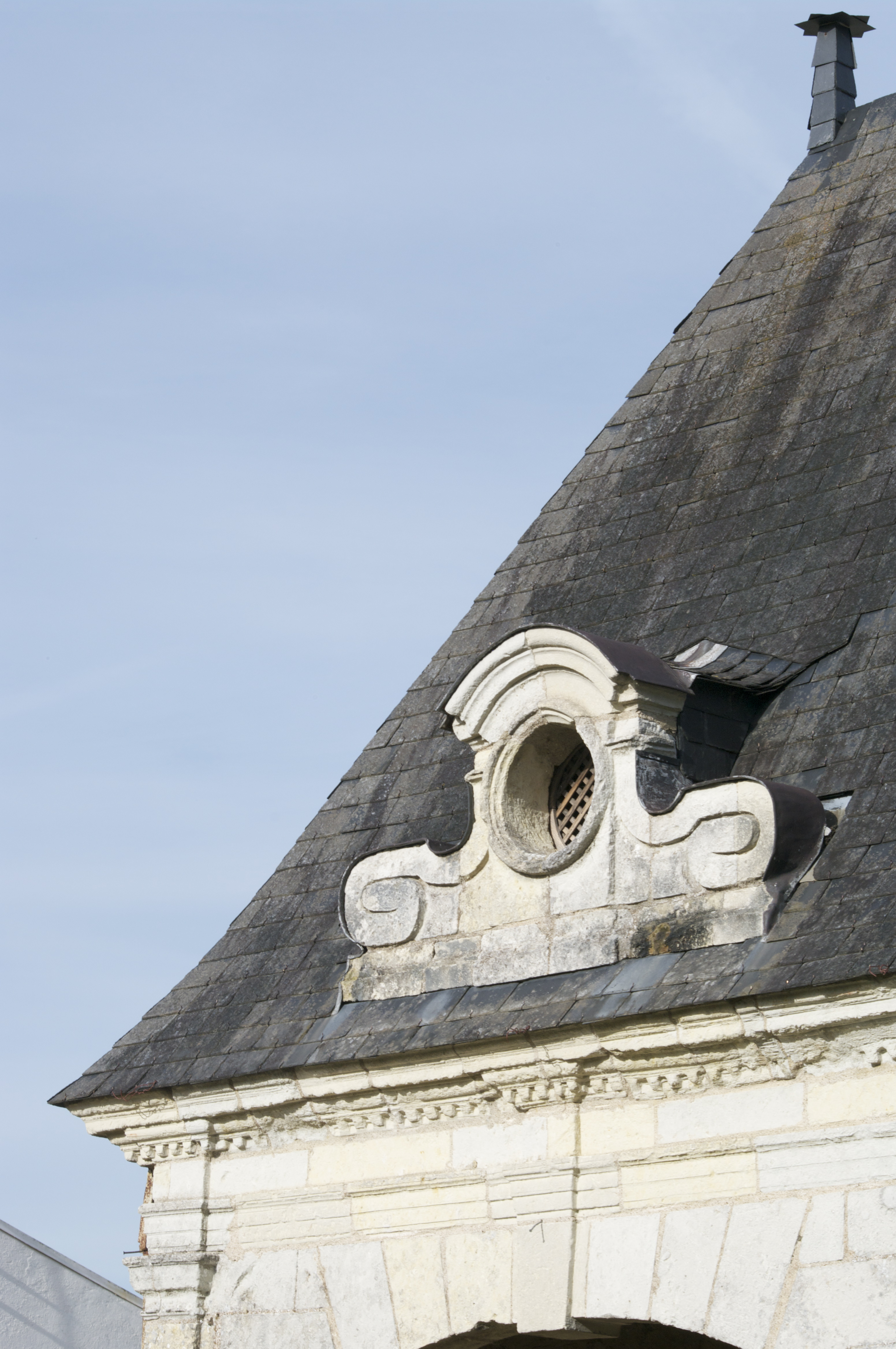
Détail du pavillon
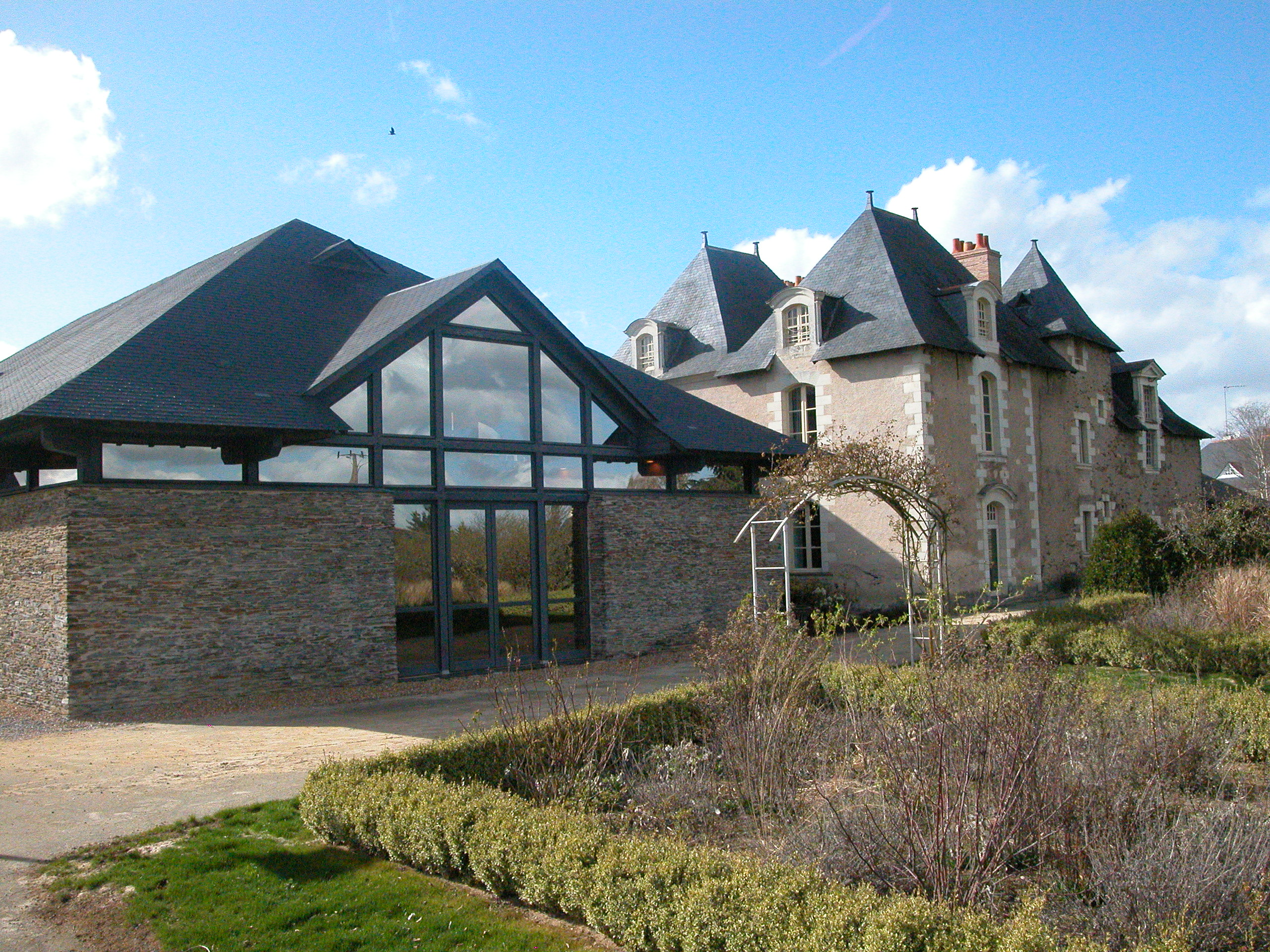
Médiathèque